# Live at Fireside Bowl
Albums de Anti-Flag
The Terror State
(2003) For Blood and Empire
(2006)
Live at Fireside Bowl est un EP live d'Anti-Flag sorti le 1er juillet 2003. 

## Liste des pistes
| Live at Fireside Bowl | Live at Fireside Bowl             | Live at Fireside Bowl | Live at Fireside Bowl | Live at Fireside Bowl | Live at Fireside Bowl | Live at Fireside Bowl | Live at Fireside Bowl | Live at Fireside Bowl | Live at Fireside Bowl |
| No                    | Titre                             | Durée                 |                       |                       |                       |                       |                       |                       |                       |
| --------------------- | --------------------------------- | --------------------- | --------------------- | --------------------- | --------------------- | --------------------- | --------------------- | --------------------- | --------------------- |
| 1.                    | Their System Doesn't Work for You | 3:21                  |                       |                       |                       |                       |                       |                       |                       |
| 2.                    | Punk by the Book                  | 2:34                  |                       |                       |                       |                       |                       |                       |                       |
| 3.                    | They Don't Protect You            | 4:17                  |                       |                       |                       |                       |                       |                       |                       |
| 4.                    | I Don't Wanna Be a War Hero       | 1:38                  |                       |                       |                       |                       |                       |                       |                       |
| 11:50                 |                                   |                       |                       |                       |                       |                       |                       |                       |                       |